# Referéndum sobre el estatus político de Curazao de 2009

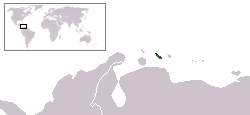
Isla de Curazao, Antillas Neerlandesas.

Un referéndum sobre estatus político tuvo lugar en Curazao el 15 de mayo de 2009. El referéndum consistió en si aceptar el acuerdo propuesto de convertirse en un territorio autónomo dentro del Reino de los Países Bajos como parte de la disolución de las Antillas Neerlandesas. Fue aprobado por un 51,99% de los electores.

## Resultados
| Opción                              | Votos   | %     |
| ----------------------------------- | ------- | ----- |
| A favor                             | 41 433  | 51,99 |
| En contra                           | 38 261  | 48,01 |
| Votos en blanco/nulos               | 26      | –     |
| Total                               | 79 720  | 100   |
| Electores registrados/participación | 118 827 | 67,09 |
| Fuente: Direct Democracy            |         |       |